# Grey's Anatomy (12.ª temporada)
A décima segunda temporada de Grey's Anatomy, criada por Shonda Rhimes, foi ordenada pela ABC em 7 de maio de 2015, teve sua estreia em 24 de setembro de 2015 e foi concluída em 19 de maio de 2016, contando com 24 episódios. A temporada inclue o episódio número 250 de toda a série, chamado "Guess Who's Coming to Dinner". A temporada foi produzida pela ABC Studios junto com a companhia de produção ShondaLand e The Mark Gordon Company; com os showrunners sendo Stacy McKee e William Harper.
Esta é a primeira temporada que não conta com Patrick Dempsey, visto que seu personagem morreu quase no final da décima primeira temporada. Em 5 de junho de 2015, se anunciou que o ator Jason George seria promovido a um personagem principal. Jason faz parte do elenco recorrente desde a sexta temporada interpretando ao Dr. Ben Warren. Quando a temporada estava quase na metade, o ator Martin Henderson foi promovido ao elenco principal como Dr. Nathan Riggs. No episódio dez da temporada, o ator Giacomo Gianniotti também foi promovido ao elenco principal como Dr. Andrew DeLucca. 
A temporada atraiu 11.21 milhões de espectadores em média e ficou em 21.º lugar no total de espectadores, 15 pontos a mais do que na temporada anterior. Críticos e analistas de TV notaram o renovado interesse na audiência, com Rich Kissell da Variety, chamando-o de "renascimento". Grey's Anatomy terminou a temporada de televisão de 2015-16 como o drama de maior audiência da ABC na demografia de 18-49 e também ficou entre os cinco principais dramas de todas as transmissões, com média de 3.9 na demo, uma realização sem precedentes para um programa em sua 12.ª temporada. Em 3 de março de 2016, a emissora renovou a série para uma décima terceira temporada.

## Enredo
A temporada acontece três meses após os eventos do final da última temporada, em que Richard e Catherine se casaram. O relacionamento de April e Jackson está conturbado depois que April retomou do seu trabalho na Jordânia. Uma vez que o novo ano de internato começa, Meredith começa a ensinar aos novos internos dando uma aula de anatomia. Miranda Bailey é nomeada a nova Chefe de Cirurgia, para o desespero de seu marido Ben Warren, que começa a sentir que ele é o inferior em seu relacionamento, levando a alguma tensão entre os dois.
Maggie Pierce inicia um relacionamento com o interno Andrew DeLuca, porém enfrentam alguns problemas que muitos novos relacionamentos enfrentam. No entanto, esses problemas se tornam muito piores para os dois quando Andrew começa a evitar Maggie. April fica grávida do bebê de Jackson, embora ela não queira contar a ele. Jackson, em seguida, acredita que não há maneira de os dois trabalharem com seus problemas e quer um divórcio, para o qual April concorda, retendo sua gravidez dele.
Penelope "Penny" Blake é apresentada como uma nova residente de transferência do Dillard Medical Center e novo interesse amoroso de Callie Torres. Callie leva Penny para um jantar oferecido por Meredith, Amelia e Maggie. Uma vez chegando, Meredith imediatamente reconhece Penny como um dos médicos que trabalhou com seu marido, Derek Shepherd, no momento de sua morte. Esta notícia traz muito desânimo para Callie, no entanto, ela ainda continua em um relacionamento com Penny causando tensão entre ela, Meredith e Amelia. Meredith começa a trabalhar com Penny e de início acha isso muito difícil, mas posteriormente ela forma um relacionamento de trabalho com Penny e as duas formam um vínculo aluna e professora.
Nathan Riggs, um amigo de April da Jordânia, é contratado por Bailey. Ele é revelado como tendo uma história sombria com Owen Hunt, resultando em muito atrito entre Hunt e Riggs, a ponto de haver até um conflito físico. Amelia Shepherd procura ajudar Owen através de seu relacionamento traumático com Riggs, embora Owen não aceite a ajuda oferecida a ele. Isso leva a Amelia a se sentir magoada e a beber, apesar do fato de ser uma adicta em recuperação.

## Elenco e personagens
| - Ellen Pompeo como Dra. Meredith Grey - Justin Chambers como Dr. Alex Karev - Chandra Wilson como Dra. Miranda Bailey - James Pickens Jr. como Dr. Richard Webber - Sara Ramírez como Dra. Callie Torres - Kevin McKidd como Dr. Owen Hunt - Jessica Capshaw como Dra. Arizona Robbins - Sarah Drew como Dra. April Kepner - Jesse Williams como Dr. Jackson Avery - Caterina Scorsone como Dra. Amelia Shepherd - Camilla Luddington como Dra. Jo Wilson - Jerrika Hinton como Dra. Stephanie Edwards - Kelly McCreary como Dra. Maggie Pierce - Jason George como Dr. Ben Warren - Martin Henderson como Dr. Nathan Riggs - Giacomo Gianniotti como Dr. Andrew DeLucca | - Joe Adler como Dr. Isaac Cross - Samantha Sloyan como Dra. Penelope Blake - Joe Dinicol como Dr. Mitchell Spencer - Debbie Allen como Dra. Catherine Avery - Nicole Cummins como Paramedic Nicole - Scott Elrod como Dr. Major Will Thorpe - Wilmer Valderrama como Kyle Diaz - Vanessa Bell Calloway como Lucinda Gamble - Rebecca McFarland como Tara Parker - Morgan Lily como Jennifer Parker | - Joey Lauren Adams como Dra. Tracy McConnell - Mandalynn Carlson como Jessica Tanner - Lindsay Kay Hayward como Jade Bell - Maya Stojan como Tatiana Flauto - Debra Mooney como Evelyn Hunt - Drew Rausch como John Finch - Bill Smitrovich como Therapist - Skyler Shaye como Katie Bryce - Casey Wilson como Courtney Hall - Rita Moreno como Gayle McColl - Robert Baker como Dr. Charles Percy - Gwendoline Yeo como Michelle Carpio |

Notas
1. ↑  Creditado a partir do episódio 12.06
2. ↑  Creditado como membro principal a partir do episódio 12.10, anteriormente creditado no elenco recorrente

## Episódios
| N.º na série | N.º na temp. | Título                                   | Dirigido por         | Escrito por             | Exibição original       | Audiência (milhões) |
| --- | ------------ | ---------------------------------------- | -------------------- | ----------------------- | ----------------------- | ------------------- |
| 246 | 1            | "Sledgehammer"                           | Kevin McKidd         | Stacy McKee             | 24 de setembro de 2015  | 9.55                |
| Três meses depois do casamento de Richard e Catherine, Meredith voltou para sua antiga casa e está se adaptando à vida com Amelia e Maggie, na qual começa uma briga por uma parede. No hospital, após serem atropeladas por um trem, duas meninas de quinze anos admitem seu amor uma pela outra, para desgosto de seus pais. Callie intervém para defender uma das meninas, o que enfurece a mãe da menina. Os pais se unem e aprendem a aceitar suas filhas como são. Enquanto isso, Arizona procura um novo colega de quarto, mas depois de descobrir por Stephanie porque ninguém se interessa em morar com ela, Arizona concorda em ter um interno, Andrew, como seu colega de quarto. Bailey é apresentada à Dra. Tracy McConnell, candidata de Catherine a Chefe de Cirurgia. Desanimada com o quão grande Tracy é, Bailey desiste da corrida, mas Ben consegue convencê-la a lutar pela posição. Depois de fazer seu discurso no meio da cirurgia, Bailey é eleita Chefe de Cirurgia. April retorna a Seattle após três meses na Jordânia, e encontra Jackson nada caloroso e nem acolhedor. Meredith faz as pazes com Amelia e destrói a parede de sua casa.                                                                                       |              |                                          |                      |                         |                         |                     |
| 247 | 2            | "Walking Tall"                           | Debbie Allen         | Meg Marinis             | 1 de outubro de 2015    | 8.58                |
| Bailey está sob pressão, pois é seu primeiro dia como chefe de cirurgia, e ela quer que seja perfeito. No entanto, seu comportamento sai muito forte quando ela faz uma mulher (muito alta) ser paciente prioritária para todos os médicos, dando para eles apenas quatro horas para se prepararem para a cirurgia. Enquanto isso, April é colocada em uma bolha de quarentena durante o dia depois de descobrir que ela tem uma erupção cutânea não identificável, levando-a a lidar com os problemas de todos sem conseguir consertar os seus próprios com Jackson. Na cirurgia, os médicos podem operar o tumor na glândula pituitária da mulher alta e suas vértebras fraturadas. Richard dá conselhos a Bailey sobre ser chefe, o que leva Bailey a parabenizar os médicos por salvar a vida da mulher e prometer ser um chefe melhor. Bailey nomeia Meredith Chefe de Cirurgia Geral depois de dizer que ela precisa que ela seja sua Bailey. |              |                                          |                      |                         |                         |                     |
| 248 | 3            | "I Choose You"                           | Rob Corn             | William Harper          | 8 de outubro de 2015    | 8.12                |
| Jo encontra evidências dos embriões congelados de Alex e Izzie, o que levanta questões sobre o que Alex pensa de seu futuro com ela. Enquanto isso, no hospital, Alex se depara com uma decisão terrivelmente difícil depois que gêmeos recém-nascidos, Emma e Daniel, precisam de transplantes de fígado; no entanto, apenas um dos pais é compatível e nenhum outro doador foi encontrado. Alex deve decidir qual bebê receberá o transplante. Meredith recebe seu novo contrato pelo correio, mas seus colegas estão desconcertados com o pouco que ela vai ganhar. Ela finalmente cria coragem para se defender, que é a lição que Bailey queria ensinar a Meredith. Maggie recebe um convite para o casamento do ex-namorado, o que a deixa louca e a leva a beijar Andrew no Joe's. O relacionamento de April e Jackson continua piorando a ponto de Jackson se mudar de sua casa para a de Bailey e Ben. |              |                                          |                      |                         |                         |                     |
| 249 | 4            | "Old Time Rock and Roll"                 | Nicole Rubio         | Austin Guzman           | 15 de outubro de 2015   | 8.25                |
| Uma "enxurrada de prata" de pacientes idosos é levada ao pronto-socorro e, com tudo o que está acontecendo, Meredith, Maggie e Amelia esquecem o jantar que estão oferecendo. Arizona se conecta com um dos pacientes idosos, que a inspira a encontrar o amor novamente. Maggie admite a Meredith que se arrepende de ter feito sexo com Andrew. Owen decide dar um curso intensivo para os internos sobre como dar más notícias às famílias de pacientes falecidos, levando Meredith a compartilhar sua experiência sobre a morte de Derek. Stephanie deve ajudar um paciente a se recuperar de uma cirurgia no cérebro, que traz de volta lembranças ruins de sua infância, quando ela era participante do experimento célula falciforme. Jo acusa Stephanie de mentir sobre sua doença e tenta colocar Stephanie em problemas com Amelia. Depois de se evitarem o dia todo, Maggie e Andrew conversam sobre a noite anterior, levando-os a fazer sexo novamente. No jantar, Callie chega com sua nova namorada, Penny, que acaba sendo a residente que informou a morte de Derek. |              |                                          |                      |                         |                         |                     |
| 250 | 5            | "Guess Who's Coming to Dinner"           | Debbie Allen         | Mark Driscoll           | 22 de outubro de 2015   | 8.96                |
| Meredith tenta lidar com a presença de Penny no jantar evitando-a. Maggie teme que uma possível ITU possa na verdade ser uma DST contraída por ter relações sexuais com Andrew, então ela faz os testes no hospital. Arizona luta para aceitar o novo relacionamento de Callie, e April evita Jackson. Enquanto estão reunidos ao redor da mesa de jantar, Bailey afirma que Penny vai ser uma nova residente transferida no hospital, o que leva Meredith a contar a todos a verdade sobre Penny. A tensão surge rapidamente quando Amelia exige ouvir como Penny matou Derek, levando-a a expulsar Penny de casa. Owen e Amelia mais tarde se unem por causa de suas vidas imperfeitas, Alex continua a ser a pessoa de Meredith e Jo e Stephanie não conseguem consertar sua amizade. Quando todos foram embora, Penny pede desculpas a Meredith mais uma vez, e Meredith diz que a verá na segunda-feira. |              |                                          |                      |                         |                         |                     |
| 251 | 6            | "The Me Nobody Knows"                    | Jeannot Szwarc       | Karin Gist              | 5 de novembro de 2015   | 8.50                |
| Em seu primeiro dia no hospital, Penny encontra-se a serviço de Meredith. Contra a vontade de Amelia, Meredith tenta se erguer e ensinar Penny; no entanto, Callie chama Meredith por intimidar Penny em vez de ensiná-la. April engana Jackson para trabalhar em um jovem paciente que ela conheceu na Jordânia, omitindo os exames mais recentes das mãos do paciente, mas ele finalmente concorda em realizar uma cirurgia reconstrutiva. Maggie aprende mais sobre Richard quando um velho amigo de faculdade de Richard e sua filha entram na sala de emergência. Depois de falar com Richard, Meredith decide deixar de lado seus problemas pessoais, assim como Richard fez com Meredith, e continuar a trabalhar com Penny. |              |                                          |                      |                         |                         |                     |
| 252 | 7            | "Something Against You"                  | Geary McLeod         | Andy Reaser             | 12 de novembro de 2015  | 8.02                |
| Meredith segue o conselho de Richard sobre como trabalhar com Penny, mas ela começa a pegar leve com Penny quando um paciente idoso de longa data chega para um transplante de rim. Um grande osteossarcoma é encontrado em seu crânio, o que interrompe o transplante até que Jo perceba que o doador de rim pode essencialmente remover o tumor cancerígeno ao doar um crânio. Bailey e Ben começam a discutir sobre Jackson ainda morando com eles, então Bailey retém o sexo até que Ben o expulse. Maggie descobre que Bailey contratou o Dr. Nathan Riggs, um novo cardiologista, sem consultá-la primeiro, o que a enfurece e também a Owen, que parece ter um passado com ele. Callie continua tentando falar com Meredith sobre negligenciar sua responsabilidade de ensinar Penny; no entanto, Penny defende a si mesma para Callie e Meredith. Arizona acaba tendo Richard como seu braço direito no bar de encontros. |              |                                          |                      |                         |                         |                     |
| 253 | 8            | "Things We Lost in the Fire"             | Rob Corn             | Tia Napolitano          | 19 de novembro de 2015  | 8.50                |
| Rumores começam a se espalhar pelo hospital sobre a relação de Owen com Nathan. Enquanto isso, incêndios florestais enviam uma multidão de pacientes ao hospital, incluindo o namorado da mãe de Owen. Meredith e Amelia continuam a brigar quando Amelia descobre que Owen está falando com Meredith e não com ela; a briga aumenta até que Meredith diz que quer Amelia fora de casa. Alex e Jo passam por momentos difíceis quando ela sente que Alex está escolhendo Meredith em vez dela, mas descobre que Alex estava planejando um pedido de casamento com a ajuda de Meredith. Nesse tempo, Jo corrige as coisas com Stephanie, e elas se tornam amigas novamente. Depois de fazerem sexo, Jackson e April se distanciam ainda mais e, eventualmente; Arizona continua lutando para encontrar companhia, Meredith conversa com a mãe de Owen sobre Nathan e descobre que Owen já teve uma irmã. |              |                                          |                      |                         |                         |                     |
| 254 | 9            | "The Sound of Silence"                   | Denzel Washington    | Stacy McKee             | 11 de fevereiro de 2016 | 8.28                |
| Todos os médicos se reúnem em torno de Meredith depois que ela é violentamente atacada por seu paciente com convulsão, exceto Amelia, que se culpa por não responder ao chamado de Meredith. Jackson deve quebrar a mandíbula de Meredith para consertar seus ferimentos depois que todos notam que Meredith não pode ouvir. Enquanto se recuperava de seus ferimentos com a mandíbula fechada, Meredith começa a ficar mais isolada e com raiva. Ela tem um ataque de pânico quando seus filhos não a veem, o que leva Penny a cortar os ferros dos seu dentes, permitindo que ela respire. Meredith luta para seguir em frente até que Richard fala com ela sobre o poder do perdão, levando-a a encontrar e perdoar o paciente que a atacou. Amelia tenta fazer as pazes com Meredith; no entanto, ela não está pronta para perdoá-la. Quando ela está em casa, Meredith diz a Alex para ir declarar seu amor por Jo, o que ele faz. |              |                                          |                      |                         |                         |                     |
| 255 | 10           | "All I Want Is You"                      | Kevin Sullivan       | Elisabeth R. Finch      | 18 de fevereiro de 2016 | 7.82                |
| Como parte de sua recuperação, Meredith vai ao aconselhamento onde ela percebe que está em um ponto de sua vida em que pode fazer o que quiser. Owen confessa a Amelia que Nathan estava com sua irmã quando ela morreu, o que ele não consegue perdoar. Mesmo que os dois se reúnam para trabalhar em um paciente ferido por uma explosão de ambulância, eles rapidamente voltam a gritar um com o outro. Uma paciente de quinze anos com câncer procura Alex para ser seu médico, mas quando seu plano de tratamento a desaponta, ela o despede e chama Maggie e Callie. Callie e Penny finalmente se reconciliam, assim como Jo e Alex. Depois de conversar com Andrew sobre seu romance secreto, Richard descobre que é Maggie que Andrew está namorando. |              |                                          |                      |                         |                         |                     |
| 256 | 11           | "Unbreak My Heart"                       | Rob Corn             | Elizabeth J.B. Klaviter | 25 de fevereiro de 2016 | 7.23                |
| Quando Jackson apresenta os papéis do divórcio a April, April se lembra de seu passado com Jackson - desde o retorno da Jordânia até seu primeiro dia no Hospital Mercy West. Apesar de todas as brigas e sexo, April e Jackson não conseguem resolver suas diferenças. Após a assinatura dos papéis do divórcio, Arizona traz a bebida para April, mas April revela que está grávida novamente. |              |                                          |                      |                         |                         |                     |
| 257 | 12           | "My Next Life"                           | Chandra Wilson       | William Harper          | 3 de março de 2016      | 7.67                |
| Meredith é levada de volta ao seu primeiro dia como interna quando sua primeira paciente, Katie Bryce, se vê de volta ao hospital com outro aneurisma cerebral. Apesar de seus pedidos para ficar no caso de Katie, Amelia não a aceitou. Richard faz de Andrew seu faz tudo, empilhando tarefas para puni-lo por estar com Maggie. Meredith, que fica presa trabalhando em uma paciente com câncer, não pode estar presente para a cirurgia de Katie, mas ela se encontra com ela depois para se certificar de que ela está bem. Jo diz a Alex para manter o anel de noivado na gaveta, e Alex percebe que April está grávida. |              |                                          |                      |                         |                         |                     |
| 258 | 13           | "All Eyez on Me"                         | Charlotte Brandström | Austin Guzman           | 10 de março de 2016     | 7.53                |
| A "equipe dos sonhos", composta por Bailey, Callie, Meredith e Jackson, com a residente Jo, é enviada a um hospital militar para realizar uma cirurgia em um paciente com câncer. No entanto, um médico hesitante e teimoso causa problemas quando não mostra confiança no plano. Os médicos do Grey Sloan Memorial Hospital precisam trabalhar com um grupo de líderes de torcida do ensino médio quando uma cena dá terrivelmente errado. Richard deve ensinar uma lição a Ben, quando ele se torna desonesto e abre um paciente na ala psiquiátrica usando o clipe de uma prancheta e suas próprias mãos. Meredith é flertada pelo médico do hospital militar e retribui. |              |                                          |                      |                         |                         |                     |
| 259 | 14           | "Odd Man Out"                            | Kevin McKidd         | Meg Marinis             | 17 de março de 2016     | 7.83                |
| Richard reorganiza as equipes de atendentes e residentes, tirando todos da zona de conforto. Amelia tem que trabalhar junto com Penny, de quem ela ainda se ressente pela morte de Derek, mas Nathan a ajuda a perceber que Penny é uma excelente residente com talento para neurocirurgia. Amelia pensa em ensiná-la. Meredith trabalha com Jo, e Jo aproveita a oportunidade para confrontar Meredith sobre a maneira horrível como ela sente que Meredith a trata. Meredith admite que está apenas cuidando de Alex e vai tratar Jo pessoalmente um pouco melhor. Will visita Meredith para convidá-la para um encontro, porque ela nunca retornou suas ligações. Para seu desagrado, Stephanie acaba indo para a pediatria, onde é dia de cachorrinhos. Arizona e Alex tentam convencer April que está hesitante a contar a Jackson sobre a gravidez. Ben se depara com a diferença de renda entre ele e Bailey. |              |                                          |                      |                         |                         |                     |
| 260 | 15           | "I Am Not Waiting Anymore"               | Nicole Rubio         | Mark Driscoll           | 24 de março de 2016     | 7.91                |
| Meredith tenta voltar ao jogo do namoro, apesar de receber o apoio de seus colegas, ela tenta cancelar seus planos. Enquanto realizam um transplante triplo de órgão em uma menina, Alex e Maggie tentam induzila. No entanto, Will aparece no hospital, se oferece para levar Meredith para casa, e eles acabam jantando dentro do carro. Depois que Arizona dá a notícia de April para Jackson, o casal discute sobre criar o bebê juntos ou separadamente. Arizona lida com as consequências de trair a confiança de April. Richard fala com Jackson depois que ele diz a April para fazer o que quiser e criar o bebê sozinha. Isso leva Jackson a tentar reconciliar suas diferenças, mas ele falha. Owen, April e Nathan operam uma mulher cujos pais e namorado estão em desacordo sobre o que é melhor para ela, o que leva Owen e Nathan a discutir novamente. |              |                                          |                      |                         |                         |                     |
| 261 | 16           | "When It Hurts So Bad"                   | Eric Laneuville      | Andy Reaser             | 31 de março de 2016     | 7.77                |
| Will passa a noite na casa de Meredith, mas quando ela acorda, ela tem um colapso nervoso e o expulsa. Para superar sua culpa, ela começa a limpar a casa de cima a baixo, recrutando a ajuda de Amelia e Maggie. Sofia acaba na emergência com uma laceração na cabeça e Penny é designada para seu caso. Callie entra em pânico porque Sofia encontrou Penny tão rapidamente e transfere seu desconforto para Arizona. Bailey tranquiliza Callie sobre o momento apropriado para apresentar às crianças um novo relacionamento, e Callie convida Penny para tomar sorvete com ela e Sofia. Depois que Andrew começa a ignorar Maggie, Maggie o confronta e termina o relacionamento. Amelia abandona Owen depois de encontrá-lo bebendo em seu trailer, sabendo que ela precisaria de seu apoio para ficar sóbria. Catherine fala com April sobre sua gravidez e encontra evidências suficientes de fraude para ir atrás dos direitos de custódia do bebê. Will aparece na porta de Meredith, e ela o deixa saber que ele é o primeiro cara desde Derek, e é por isso que ela pirou. Ele concorda em recuar um pouco, porque acha que vale a pena esperar por ela.                                                                                         |              |                                          |                      |                         |                         |                     |
| 262 | 17           | "I Wear the Face"                        | Chandra Wilson       | Karin Gist              | 7 de abril de 2016      | 7.35                |
| Os residentes se encontram em uma competição pelo Preminger Grant. Sem contar para Stephanie e Jo, Penny também se inscreveu, apesar das cartas estarem contra ela. Presa em um engarrafamento, Meredith se encontra no meio da discussão de Owen e Nathan quando Owen descobre que Nathan comprou bebidas para Amelia. Arizona e April tentam ajudar uma menina de 14 anos a esconder sua gravidez de sua mãe, até que ela precise de uma cirurgia para salvar sua vida. Richard e Catherine se enfrentam após a notícia de que Catherine quer que Jackson processe a custódia total de seu bebê. April acidentalmente os ouve, acreditando que Jackson sabe e concorda com isso, ela entra com uma ordem de restrição contra ele; mas assim que ele recebe a ordem, ela chega em casa e encontra um berço com um bilhete dizendo que ele está disposto a deixá-la decidir como criar o bebê porque não quer brigar. Penny é nomeada a vencedora do prêmio, o que choca Callie e incomoda Stephanie, que pensava que Amelia estava do seu lado. |              |                                          |                      |                         |                         |                     |
| 263 | 18           | "There's a Fine, Fine Line"              | Jeannot Szwarc       | Jen Klein               | 14 de abril de 2016     | 7.97                |
| Ben se encontra em apuros mais uma vez, quando um Código Rosa (pessoa desaparecida) coloca o hospital em modo de bloqueio. Com todas as entradas protegidas e os elevadores desligados, Ben e Andrew devem fazer uma cesariana de emergência, enquanto estão presos no corredor, com uma mãe que estava envolvida em um engavetamento de cinco carros. Bailey parte em uma caça ao tesouro para juntar todas as peças do quebra-cabeça para dar a punição devida. Quando o bebê e a mãe morrem, Bailey fica em conflito, devido a seus papéis como esposa e chefe de Ben, sobre qual deveria ser sua punição. Ela busca a ajuda de Richard, que lhe diz que, como Chefe de Cirurgia, é seu trabalho tomar a decisão certa. Alegando que não tinha escolha a não ser fazer a cesariana, Bailey recorre a câmeras de segurança para mostrar que as portas do elevador se abriram antes de ele fazer o primeiro corte. |              |                                          |                      |                         |                         |                     |
| 264 | 19           | "It's Alright, Ma (I'm Only Bleeding)"   | Chris Hayden         | Austin Guzman           | 14 de abril de 2016     | 7.97                |
| Depois que Ben explode com Bailey por não ficar do lado dele, Bailey reúne um painel consultivo para resolver os fatos do caso de Ben. Um caso de tumor pós-cirúrgico junta Jackson e April, que ainda estão em desacordo sobre a custódia de seu bebê. April começa a entrar em pânico quando sente algo em sua barriga, mas Arizona garante que é apenas o bebê se movendo, algo que Samuel nunca fez. Callie e Penny começam a conversar sobre como podem fazer seu relacionamento dar certo à distância, agora que Penny irá para Nova York por um ano. As circunstâncias da situação de Ben se tornam mais graves quando o marido da mulher que Ben fez a cesária de emergência desmaia e Bailey o traz de volta à vida - depois que sua mãe assinou os papéis de não ressussitar. A briga entre Nathan e Owen, que faz parte do painel consultivo, os impede de tomar uma decisão rápida; no entanto, eles decidem que Ben é inocente de qualquer delito. Bailey, que não está satisfeita com a decisão deles, suspende Ben por 6 meses do programa de residência. Arizona busca aconselhamento jurídico sobre o pedido de custódia quando percebe a ameaça de Callie levar Sofia para Nova York junto com Penny.                                      |              |                                          |                      |                         |                         |                     |
| 265 | 20           | "Trigger Happy"                          | Zetna Fuentes        | Zoanne Clack            | 21 de abril de 2016     | 7.65                |
| Os médicos estão passando por uma montanha-russa de emoções depois que dois meninos de 8 anos acabam no pronto-socorro devido a um ferimento à bala causado por brincar com uma arma. Alex fica chateado quando Jo revela que ela mantém uma arma debaixo de sua cama, e Maggie fica com medo de pensar em ser responsável por cuidar dos filhos de Meredith. Meredith aconselha Stephanie sobre seu novo interesse amoroso, Kyle, após Stephanie acidentalmente enviar a Meredith um texto explícito destinado a ele. Callie tenta conversar com Arizona sobre Sofia e o novo arranjo de vida, mas Arizona não aceita. Apesar de Bailey não aceitar, Ben encontra seu caminho de volta para a sala de cirurgia, retornando ao seu antigo emprego como anestesiologista. Owen finalmente se abre para Amelia sobre por que ele ainda está chateado com o desaparecimento de sua irmã e eles acabam dormindo juntos novamente. |              |                                          |                      |                         |                         |                     |
| 266 | 21           | "You're Gonna Need Someone on Your Side" | Debbie Allen         | Lauren Barnett          | 28 de abril de 2016     | 7.91                |
| Callie e Arizona devem se preparar para o tribunal tentando fazer com que seus amigos fiquem do lado de cada uma delas, o que se prova difícil. Enquanto Alex nega as duas, Callie consegue fazer com que Owen e Meredith fiquem do lado dela. Arizona tenta entrar em contato com April e Jackson, mas um falso positivo (via ultrassom) para uma deficiência de nascença leva April a um ataque de pânico. Ela culpa Arizona por não ter percebido antes, mas Arizona decide entregar o caso a outro obstetra, para que possam permanecer amigas. Stephanie é expulsa do caso de Kyle quando Amelia descobre que eles são um casal. Não ser capaz de operar leva Stephanie a romper com Kyle. Meredith é pega no meio de um triângulo amoroso de dois homens mais velhos, um dos quais é casado com sua esposa há 51 anos. Amelia e Owen confessam um ao outro seus medos de seguir em frente com seu relacionamento. |              |                                          |                      |                         |                         |                     |
| 267 | 22           | "Mama Tried"                             | Kevin McKidd         | Tia Napolitano          | 5 de maio de 2016       | 7.66                |
| Como Callie e Arizona não conseguem chegar a um acordo sobre a custódia compartilhada de Sofia, o caso delas finalmente vai a tribunal para decidir quem fica com a guarda exclusiva. Com seus amigos e colegas de trabalho testemunhando em seu nome, várias questões são levantadas, como horário de trabalho e vida sexual irregulares de Arizona e o desejo de Callie de tirar Sofia de sua vida familiar estabelecida para morar em Nova York com Penny. April e Jackson tentativamente começam a negociar a custódia compartilhada de seu filho ainda não nascido. Stephanie acha que terminar com Kyle foi um erro e quase liga para ele quando estava bêbada. Arizona acaba tendo que sair do tribunal no meio de seu depoimento para salvar um feto de uma cesariana desnecessária. Stephanie descobre que Kyle está de volta ao hospital com suspeita de meningite e que ele optou por não contar a ela. Callie garante a Arizona que sempre será a mãe de Sofia, não importa o que o juiz decida. Com o julgamento encerrado, a custódia exclusiva de Sofia é dada a Arizona, deixando Callie de coração partido e arrasada. |              |                                          |                      |                         |                         |                     |
| 268 | 23           | "At Last"                                | Rob Corn             | Stacy McKee             | 12 de maio de 2016      | 7.77                |
| Meredith fica chateada quando descobre que Amelia e Owen estão falando sobre casamento, morar juntos e ter filhos. Ela finalmente confronta Amelia que diz a ela para ter sua própria vida. Lidando com as consequências da batalha pela custódia, Callie e Penny se separaram, pois Callie não está mais se mudando para Nova York; Arizona chama Callie quando ela tenta arranjar muitas noites com Sofia. Stephanie consegue voltar com Kyle, mas é tudo em vão quando Amelia não consegue salvar a vida dele durante uma cirurgia arriscada. Alex diz a Jo que precisa de uma resposta para sua proposta porque está pronto para se casar, mas ela não dá a resposta que ele está procurando. Amelia pede Owen em casamento e ele aceita. Nathan confronta Meredith sobre seus problemas com Amelia, e a intensidade de sua discussão leva a eles se beijando no estacionamento do hospital. |              |                                          |                      |                         |                         |                     |
| 269 | 24           | "Family Affair"                          | Debbie Allen         | William Harper          | 19 de maio de 2016      | 8.19                |
| No dia do casamento de Owen e Amelia, Amelia tem dúvidas sobre o casamento depois que Meredith fala com Owen sobre Cristina. Meredith confia em Amelia, levando ela a fugir juntas com Maggie. April está servindo como padrinho de Owen, mas quando ela esquece o anel, ela e Ben correm de volta para a casa de Meredith para pegá-lo. À medida que suas contrações se intensificam, Ben precisa se preparar e fazer o parto com uma cesariana de emergência. Alex e Jo brigam por Jo não querer se casar com ele, levando-o a sair furioso e ela ficar bêbada no bar do Joe. Andrew a leva para casa onde ela revela já ser casada, mas tem medo do cara porque ele agredia ela. Alex encontra Andrew ajudando Jo, no qual ele interpreta mal e dá um soco em Andrew. Amelia volta para o casamento e se casa com Owen. Ben consegue salvar a vida de April e de sua filha, enquanto Arizona faz as pazes com Callie e permite que ela se mude com Penny e compartilhe a custódia de Sofia. Enquanto Nathan está olhando para Meredith, Maggie conta a ela que ela realmente gosta de Nathan, o que choca Meredith. Esse episódio marca a saída da atriz Sara Ramírez que interpretava a Dra. Callie Torres, personagem introduzida na segunda temporada. |              |                                          |                      |                         |                         |                     |

## Produção

### Desenvolvimento
Em 7 de maio de 2015, a ABC renovou Grey's Anatomy para a décima segunda temporada para a temporada de televisão de 2015-16. O presidente da ABC, Paul Lee, confirmou que a décima segunda temporada não seria a última, como ele disse: "Eu gostaria de vê-la rodando por muitos e muitos anos. É uma marca poderosa e vibrante com um público incrivelmente apaixonado" Debbie Allen foi promovida a produtora executiva na décima segunda temporada e dirigiu vários episódios da temporada, enquanto ainda era recorrente na câmera como Dra. Catherine Avery. A produção começou em 21 de maio de 2015, quando Rhimes anunciou no Twitter que os roteiristas estavam mapeando a décima segunda temporada. Um pôster promocional foi lançado em 16 de setembro de 2015.
A temporada incluiu o 250.º episódio chamado "Guess Who's Coming to Dinner", sendo o quinto episódio. O elenco de Grey's Anatomy fez uma comemoração especial para o 250º episódio do show com vários atores compartilhando a celebração no Twitter em 15 de setembro de 2015. Jessica Capshaw revelou que o episódio incluía sua cena favorita da temporada. Por causa do programa especial anual de Halloween It's the Great Pumpkin, Charlie Brown, a décima segunda temporada teve um hiato em 29 de outubro de 2015 após o 250.º episódio.
O restante da programação de outono da ABC foi anunciado em 16 de novembro de 2015, onde foi anunciado que Grey's Anatomy teria 8 episódios no outono com o final de outono indo ao ar em 19 de novembro de 2015, assim como o resto da programação do horário nobre da ABC, "TGIT", composto também por Scandal e How to Get Away with Murder, assim como no ano anterior. Os 16 episódios restantes foram ao ar após as férias de inverno, começando em 11 de fevereiro de 2016, e terminando em 19 de maio de 2016, como resultado da ABC transmitindo a minissérie de televisão Madoff em 2 noites de 3 a 4 de fevereiro de 2016 no mesmo horário que Grey's Anatomy e Scandal. Em 3 de março de 2016, a ABC anunciou que Grey's Anatomy havia sido renovada para uma 13ª temporada.

### Roteiro
Sobre a morte do Dr. Derek Shepherd, a showrunner Shonda Rhimes comentou sobre como futuras temporadas seriam afetadas pela morte, como ela disse: "Agora, Meredith e toda a família de Grey's Anatomy estão prestes a entrar em território desconhecido enquanto entramos neste novo capítulo de sua vida. As possibilidades para o que pode vir são infinitas. Como Ellis Grey diria: o carrossel nunca para de girar."
Durante uma entrevista com a TVLine, Shonda Rhimes disse que a décima segunda temporada vai levar "um tom muito mais leve" na sequência da morte de Derek. Ela continuou falando sobre a evolução de Meredith quando ela disse "Meredith é solteira, e ela está vivendo essa vida que ela nunca pensou que estaria vivendo novamente. Ela está morando em uma casa com suas irmãs. Ela está cercada por mulheres que estão namorando e tendo uma vida inteira, e ela não está interessada em tudo isso. [Meredith está] começando a se perguntar se existe uma segunda vida aqui ou seus melhores anos ficaram para trás? Eu acho que o tema [da 12ª temporada] é o renascimento. Essa evolução para esse personagem é linda."

### Casting
Em 23 de janeiro de 2014, foi relatado que Ellen Pompeo e Patrick Dempsey renovaram seus contratos por mais 2 temporadas, como os drs. Meredith Grey e Derek Shepherd, respectivamente, significando que seus personagens permaneceriam no drama médico pelas temporadas 11 e 12. Em 24 de abril de 2015, Patrick Dempsey revelou que deixaria Grey's Anatomy após a décima primeira temporada, apesar de ter um contrato para outra temporada. Assim, esta foi a primeira temporada em que o Dr. Derek Shepherd, interpretado por Patrick Dempsey, não esteve incluído no elenco principal de personagens. O personagem de Dempsey foi morto no final da décima primeira temporada no episódio "How to Save a Life". A ABC divulgou um comunicado alegando que Dempsey queria seguir outros interesses.
Em 2 de maio de 2014, Justin Chambers, Chandra Wilson, James Pickens Jr. e Sara Ramírez renovaram seus contratos por mais duas temporadas (11 e 12) como os Drs. Alex Karev, Miranda Bailey, Richard Webber e Callie Torres, respectivamente.
Em 5 de junho de 2015, foi anunciado que Jason George, que após várias temporadas tendo um papel recorrente, seria promovido para o elenco principal. Foi anunciado em 15 de junho de 2015 que Martin Henderson, que interpretou um médico no programa Off the Map, também produzido pela ShondaLand, seria adicionado ao elenco principal da décima segunda temporada. Ele faria sua estreia no meio da temporada, segundo Rhimes, porém sua estreia ocorreu no sexto episódio da temporada. Em 28 de junho de 2015, foi anunciado que Jessica Capshaw, cujo contrato expirou na 11ª temporada, havia renovado seu contrato para mais 3 temporadas como Dra. Arizona Robbins. Isso significava que sua personagem permaneceria no programa durante a temporada 12, bem como nas possíveis temporadas 13 e 14.
Foi anunciado em 11 de setembro de 2015 que a atriz de Chasing Amy, Joey Lauren Adams seria a Dra. Tracy McConnell, oponente da Dra. Bailey para Chefe de Cirurgia, e apareceu na estreia da temporada. O veterano da televisão, Bill Smitrovich, foi anunciado em 12 de novembro de 2015 como ator convidado como um terapeuta para aparecer no décimo episódio da temporada. Depois de aparecer como Dr. Andrew DeLuca como ator convidado nos primeiros oito episódios, Giacomo Gianniotti foi promovido para o elenco principal em 8 de janeiro de 2016. Foi anunciado em 8 de janeiro de 2016 que Maya Stojan apareceria em 1 episódio, mais tarde foi revelado que seu papel seria de uma paciente de Jackson, Tatiana, a quem ele tratou ao longo de vários anos. Em 26 de fevereiro de 2016, foi anunciado que Casey Wilson e Rita Moreno estariam no episódio 14 da temporada. A Variety anunciou em 8 de março de 2016 que Wilmer Valderrama havia sido escalado como Kyle Diaz, um papel recorrente que ele interpretaria em um arco de vários episódios.

### Saída de Sara Ramírez

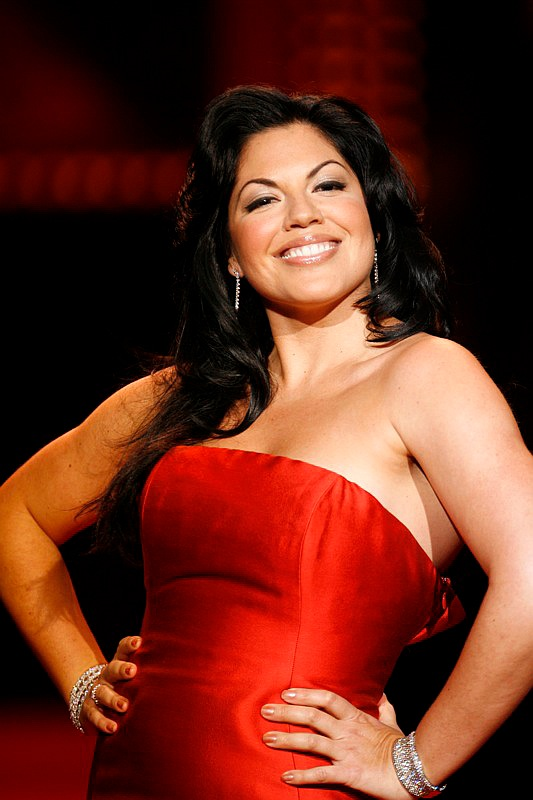
Sara Ramírez fez sua última aparição como Dra. Callie Torres no final da temporada.

Foi anunciado em 19 de maio de 2016 que Sara Ramírez, que iria deixar Grey's. Então, a temporada marcou a última aparição de Sara Ramírez, que interpretou a Dra. Callie Torres por 10 anos, de 2006 a 2016. Sua personagem estava envolvida em uma batalha pela custódia da filha com a ex-esposa Dra. Arizona Robbins, interpretada por Jessica Capshaw, que levou a primeira a se mudar de Seattle para Nova York. Em 19 de maio, em uma nota postada no Twitter após o final da temporada, Ramirez escreveu que “tiraria um bom tempo de folga”. Rhimes respondeu ao tweet dizendo: “Vou sentir muita falta de Callie, mas estou animada com o que o futuro reserva para Sara. Ela sempre terá um lar em Shondaland.” Mais tarde, falando no Festival Vulture, em Nova York, em 22 de maio, Rhimes disse que ela não sabia que Ramírez estava deixando o programa até que eles tivessem filmado o final. Ela se dirigiu à despedida de Callie e disse: “Essa foi diferente porque não era uma coisa grande e planejada, eu tinha um plano diferente e quando Sara chegou e disse: 'Eu realmente preciso fazer essa pausa', eu tive sorte de termos filmado o final da temporada com ela indo para Nova York.

### Rumores do retorno de Heigl
Rumores começaram em 2012 sobre um possível retorno do personagem de Katherine Heigl, Izzie Stevens para Grey's Anatomy, depois que Heigl expressou seu desejo de voltar para um arco para completar a história de Izzie. Em maio de 2015, começaram a circular rumores de que Heigl retornaria para a décima segunda temporada. Michael Ausiello, da TVLine, especulou sobre o retorno, ele pensou que a décima segunda temporada seria a oportunidade perfeita para Heigl retornar ao programa. Ele escreveu que "o show precisa de um pouco de energia dos velhos tempos para melhorar sua vitalidade na 12ª temporada, e um retorno de Izzie seria exatamente o que o médico receitou." Heigl negou os rumores de retornar à atual temporada do programa em entrevista ao Entertainment Tonight. Nas turnês de imprensa da Associação de Críticos de Televisão da ABC, Rhimes negou os rumores ao explicar suas razões: "Eu terminei com essa história. Eu virei essa ideia na minha mente mil vezes e pensei em como seria. E eu penso que não."

## Recepção

### Resposta da crítica
O site agregador de críticas, Rotten Tomatoes, deu à temporada uma classificação de 100% com uma avaliação média de 9.33/10, baseado em 10 avaliações. O consenso do site diz: "Grey's Anatomy se reinventa depois de lançar muito de seu conjunto original, provando sua longevidade com uma temporada envolvente que traz novos jogadores para o centro das atenções."
O NPR listou Grey's Anatomy como #7 em sua lista dos melhores programas de televisão de 2015. Caroline Siede, do A.V. Club, descreveu a décima segunda temporada de Grey's Anatomy como "fenomenal", afirmando que a série passou por um "renascimento poderoso este ano". Uma nota final de A- foi dada à temporada.

### Prêmios e indicações
| Prêmio                | Categoria                               | Nomeado         | Resultado | Ref.   |
| --------------------- | --------------------------------------- | --------------- | --------- | ------ |
| People's Choice Award | Programa de TV favorito                 | Grey's Anatomy  | Indicado  | [ 67 ] |
| People's Choice Award | Série dramática favorita                | Grey's Anatomy  | Venceu    | [ 67 ] |
| People's Choice Award | Ator de TV em papel dramático favorito  | Justin Chambers | Indicado  | [ 67 ] |
| People's Choice Award | Ator de TV em papel dramático favorito  | Jesse Williams  | Indicado  | [ 67 ] |
| People's Choice Award | Atriz de TV em papel dramático favorito | Ellen Pompeo    | Venceu    | [ 67 ] |
| People's Choice Award | Atriz de TV em papel dramático favorito | Sara Ramirez    | Indicado  | [ 67 ] |
| GLAAD Media Awards    | Melhor série dramática                  | Grey's Anatomy  | Indicado  | [ 68 ] |

### Audiência
| №  | Título                                   | Exibição original       | Rating/share (18–49) | Audiência (em milhões) | DVR (18–49) | Audiência em DVR (milhões) | Total (18–49) | Audiência total (em milhões) | Ref(s) |
| -- | ---------------------------------------- | ----------------------- | -------------------- | ---------------------- | ----------- | -------------------------- | ------------- | ---------------------------- | ------ |
| 1  | "Sledgehammer"                           | 24 de setembro de 2015  | 2.8/10               | 9.55                   | 1.6         | 3.36                       | 4.4           | 12.91                        | [ 69 ] |
| 2  | "Walking Tall"                           | 1 de outubro de 2015    | 2.3/8                | 8.58                   | 1.8         | 3.66                       | 4.1           | 12.24                        | [ 70 ] |
| 3  | "I Choose You"                           | 8 de outubro de 2015    | 2.2/8                | 8.12                   | 1.5         | 3.40                       | 3.7           | 11.53                        | [ 71 ] |
| 4  | "Old Time Rock and Roll"                 | 15 de outubro de 2015   | 2.3/8                | 8.25                   | 1.5         | 3.38                       | 3.8           | 11.62                        | [ 72 ] |
| 5  | "Guess Who's Coming to Dinner"           | 22 de outubro de 2015   | 2.4/8                | 8.96                   | 1.5         | 3.25                       | 3.9           | 12.21                        | [ 73 ] |
| 6  | "The Me Nobody Knows"                    | 5 de novembro de 2015   | 2.3/8                | 8.50                   | 1.6         | 3.57                       | 3.9           | 12.08                        | [ 74 ] |
| 7  | "Something Against You"                  | 12 de novembro de 2015  | 2.2/7                | 8.02                   | 1.6         | 3.46                       | 3.8           | 11.48                        | [ 75 ] |
| 8  | "Things We Lost in the Fire"             | 19 de novembro de 2015  | 2.5/8                | 8.50                   | 1.4         | 3.27                       | 3.9           | 11.77                        | [ 76 ] |
| 9  | "The Sound of Silence"                   | 11 de fevereiro de 2016 | 2.4/8                | 8.28                   | 1.3         | 3.44                       | 3.7           | 11.73                        | [ 77 ] |
| 10 | "All I Want Is You"                      | 18 de fevereiro de 2016 | 2.2/7                | 7.82                   | 1.5         | 3.59                       | 3.7           | 11.41                        | [ 78 ] |
| 11 | "Unbreak My Heart"                       | 25 de fevereiro de 2016 | 2.1/7                | 7.23                   | 1.5         | 3.40                       | 3.6           | 10.60                        | [ 79 ] |
| 12 | "My Next Life"                           | 3 de março de 2016      | 2.2/8                | 7.67                   | 1.7         | 3.70                       | 3.9           | 11.36                        | [ 80 ] |
| 13 | "All Eyez on Me"                         | 10 de março de 2016     | 2.1/7                | 7.53                   | 1.6         | 3.63                       | 3.7           | 11.16                        | [ 81 ] |
| 14 | "Odd Man Out"                            | 17 de março de 2016     | 2.1/7                | 7.83                   | 1.6         | 3.52                       | 3.7           | 11.35                        | [ 82 ] |
| 15 | "I Am Not Waiting Anymore"               | 24 de março de 2016     | 2.1/7                | 7.91                   | 1.5         | 3.54                       | 3.6           | 11.45                        | [ 83 ] |
| 16 | "When It Hurts So Bad"                   | 31 de março de 2016     | 2.2/8                | 7.77                   | 1.5         | 3.54                       | 3.7           | 11.17                        | [ 84 ] |
| 17 | "I Wear the Face"                        | 7 de abril de 2016      | 2.1/8                | 7.35                   | 1.5         | 3.47                       | 3.6           | 10.82                        | [ 85 ] |
| 18 | "There's a Fine, Fine Line"              | 14 de abril de 2016     | 2.2/8                | 7.97                   | 1.5         | 3.41                       | 3.7           | 11.40                        | [ 86 ] |
| 19 | "It's Alright, Ma (I'm Only Bleeding)"   | 14 de abril de 2016     | 2.2/8                | 7.97                   | 1.5         | 3.41                       | 3.7           | 11.40                        | [ 86 ] |
| 20 | "Trigger Happy"                          | 21 de abril de 2016     | 2.0/8                | 7.65                   | 1.5         | 3.22                       | 3.5           | 10.89                        | [ 87 ] |
| 21 | "You're Gonna Need Someone on Your Side" | 28 de abril de 2016     | 2.0/7                | 7.91                   | 1.7         | 3.57                       | 3.7           | 11.47                        | [ 88 ] |
| 22 | "Mama Tried"                             | 5 de maio de 2016       | 2.0/8                | 7.66                   | 1.5         | 3.39                       | 3.5           | 11.05                        | [ 89 ] |
| 23 | "At Last"                                | 12 de maio de 2016      | 2.1/8                | 7.77                   | 1.5         | 3.57                       | 3.6           | 11.32                        | [ 90 ] |
| 24 | "Family Affair"                          | 19 de maio de 2016      | 2.3/9                | 8.19                   | 1.5         | 3.32                       | 3.8           | 11.51                        | [ 91 ] |

## Lançamento em DVD
| Grey's Anatomy: The Complete Twelfth Season - Let the Sun Shine                                                              | | |                                                                                |                                                                                |                                                                                |
| Detalhes do DVD | Detalhes do DVD | Detalhes do DVD | Características Especiais                                                      | Características Especiais                                                      | Características Especiais                                                      |
| - 24 Episódios - 6 Discos - Inglês (Dolby Digital 5.1 Surround) - Comentários em áudio - Legendas: francês, espanhol, inglês | - 24 Episódios - 6 Discos - Inglês (Dolby Digital 5.1 Surround) - Comentários em áudio - Legendas: francês, espanhol, inglês | - 24 Episódios - 6 Discos - Inglês (Dolby Digital 5.1 Surround) - Comentários em áudio - Legendas: francês, espanhol, inglês | - Ponto a ponto — Tanto dentro como fora da sala de cirurgia - Cenas deletadas | - Ponto a ponto — Tanto dentro como fora da sala de cirurgia - Cenas deletadas | - Ponto a ponto — Tanto dentro como fora da sala de cirurgia - Cenas deletadas |
| Datas de lançamento | | |                                                                                |                                                                                |                                                                                |
| Região 1 | Região 1 | Região 2 | Região 2                                                                       | Região 4                                                                       | Região 4                                                                       |
| 30 de agosto de 2016 | 30 de agosto de 2016 | 3 de outubro de 2016 | 3 de outubro de 2016                                                           | 2 de novembro de 2016                                                          | 2 de novembro de 2016                                                          |